# Алаколь (Акмолинская область)
Алако́ль (каз. Алакөл, до 2006 года — Богда́новка) — село в Буландынском районе Акмолинской области Казахстана. Входит в состав Алтындынского сельского округа. Код КАТО — 114035200.

## География
Село расположено в восточной части района, возле одноимённого озера, на расстоянии примерно 47 километров (по прямой) к югу от административного центра района — города Макинск, в 17 километрах к юго-востоку от административного центра сельского округа — села Алтынды. 
Абсолютная высота — 346 метров над уровнем моря.
Климат холодно-умеренный, с хорошей влажностью. Среднегодовая температура воздуха положительная и составляет около +3,3°С. Среднемесячная температура воздуха в июле достигает +19,4°С. Среднемесячная температура января составляет около -15,2°С. Среднегодовое количество осадков составляет около 430 мм. Основная часть осадков выпадает в период с июня по август.
Ближайшие населённые пункты: село Жанаталап на северо-западе, село Шошкалы на севере, село Айдарлы на юге.
Близ села проходит автомобильная дорога республиканского значения — А-1 «Астана — Петропавловск».

## История
Совместным решением Акмолинского областного Маслихата и Акимата Акмолинской области от 16 марта 2006 года № ЗС-18-17 «О переименовании некоторых населённых пунктов Акмолинской области по Буландынскому, Целиноградскому, Сандыктаускому районам», зарегистрированное Департаментом юстиции Акмолинской области 11 апреля 2006 года № 3186 — село Богдановка Даниловского сельского округа было переименовано в село Алаколь.

## Население
В 1989 году население села составляло 229 человек (из них русские — 40%, немцы — 25%).
В 1999 году население села составляло 355 человек (176 мужчин и 179 женщин). По данным переписи 2009 года, в селе проживало 312 человек (153 мужчины и 159 женщин).
| Численность населения | Численность населения | Численность населения |
| 1989                  | 1999                  | 2009                  |
| --------------------- | --------------------- | --------------------- |
| 229                   | ↗355                  | ↘312                  |

## Улицы[7]
- ул. Комсомольская
- ул. Крайняя
- ул. Молодёжная
- ул. Рыбацкая